# Albert Salomon Anselm von Rothschild

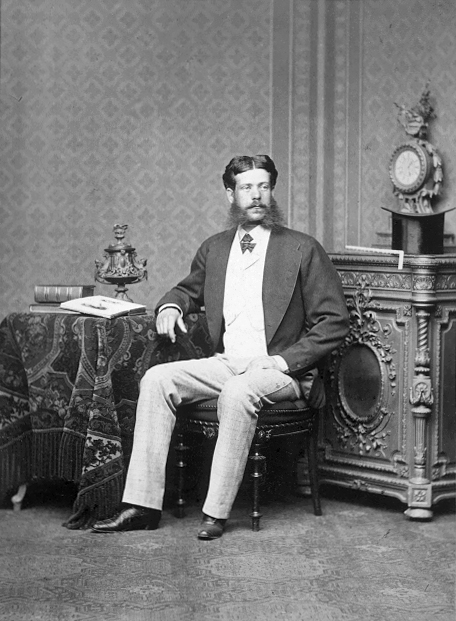
Albert Freiherr von Rothschild

Albert Salomon Anselm Freiherr von Rothschild (* 29. Oktober 1844 in Wien; † 11. Februar 1911 ebenda) war der jüngste Sohn von Anselm Salomon Freiherr von Rothschild und Charlotte von Rothschild. Nach dem Tod seines Vaters übernahm er die Führung der Rothschild-Bank in Wien und wurde einer der bedeutendsten Vertreter des österreichischen Zweigs der Bankiersfamilie.

## Leben
Albert von Rothschild besuchte ein Gymnasium in Wien und studierte an der Bonner Universität, anschließend arbeitete er in einem Bankhaus in Hamburg. Im Jahr 1874 übernahm er die Führung der Rothschild-Bank in Wien von seinem Vater. Er hatte auch die Kontrolle über die k. k. privilegierte Österreichische Credit-Anstalt für Handel und Gewerbe (CA) inne und baute sie zur größten Bank Österreich-Ungarns aus. Er war der Bauherr des Palais Albert Rothschild (Prinz-Eugen-Straße 20–22) in Wien.
Sein Bruder war Nathaniel Meyer von Rothschild, der sich wenig für die Bankgeschäfte interessierte und sich in erster Linie der Kunst und der damals noch neuen Fotografie widmete und auch als Gönner und Philanthrop auftrat; das Wiener Palais von Nathaniel Meyer von Rothschild befand sich in unmittelbarer Nähe zu Alberts Palais. 1887 erhielten Albert für die gesamte Familie Rothschild von Kaiser Franz Joseph die Hoffähigkeit, das Recht zur Teilnahme an Hofbällen. Diese hohe Auszeichnung bedeutete die Aufnahme in die feine „Erste Gesellschaft“ Österreichs. Die Rothschilds waren die erste und blieben die einzige jüdische Adelsfamilie, die vollständig hoffähig wurde.
Rothschild galt 1910 mit einem geschätzten Vermögen von einer Milliarde Kronen als der reichste Europäer. Unter anderem nannte die Familie die Palais Heugasse 24–26, Theresianumgasse 14–16, Plösslgasse 8 in Wien und die Schlösser in Langau, Enzesfeld, Schillersdorf, Beneschau, Reichenau sowie das für die Gutsverwaltung der ausgedehnten rothschild’schen Ländereien 1875 in der Region eingerichtete und 1881 im neugotischen Stil umgestaltete Schloss Rothschild in Waidhofen an der Ybbs ihr Eigen, außerdem noch den Rothwald, das größte zusammenhängende Urwaldgebiet Mitteleuropas.
Im Jahr 1876 hatte er Bettina Caroline de Rothschild (1858–1892), Tochter von Alphonse de Rothschild, geheiratet. Nach ihr wurde der Asteroid (250) Bettina benannt, dessen Namensrechte er für £50 erstand. Aus der Ehe gingen folgende Kinder hervor:

Palais des Freiherrn Albert von Rothschild, Wien Heugasse 26

1. Georg Anselm Alphonse von Rothschild (1877–1934), unverheiratet, begraben am Zentralfriedhof in Wien
2. Alphonse Maier von Rothschild (1878–1942)
3. Charlotte Esther von Rothschild (1879–1885)
4. Louis Nathaniel von Rothschild (1882–1955), übernahm 1911 die Geschäfte der Creditanstalt
5. Eugène Daniel von Rothschild (1884–1976)
6. Valentine Noémi von Rothschild (1886–1969)
7. Oskar Ruben von Rothschild (1888–1909), unverheiratet, Suizid, begraben am Zentralfriedhof in Wien

Nach dem frühen Tod seiner Gattin widmete Rothschild sich vor allem seiner Kunstsammlung, der Astronomie und Photographie sowie sozialen und karitativen Anliegen wie der Bettina-Stiftung, dem Rothschild-Spital, Kunstgewerbemuseum etc. Er erbte auch das Palais und die Kunstsammlung seines kinderlos verstorbenen Bruders Nathaniel. Nach seinem Tode wurde die Sammlung unter seinen Söhnen Alphonse, Louis und Eugène aufgeteilt.
Rothschild war ein leidenschaftlicher Schachspieler und betätigte sich in großem Umfang als Schachmäzen. Seit 1872 war er Präsident und Schirmherr der Wiener Schachgesellschaft und des (seit 1897) nachfolgenden Wiener Schachklubs, dem er bis zu seinem Tod vorstand. Des Weiteren war ein passionierter Anhänger des Eissports und gehörte ab den 1870er Jahren bis zwei Jahre vor seinem Tod dem Wiener Eislauf-Verein an. Zusammen mit Karl Korper von Marienwert, Demeter Diamantidi, Franz Clam-Gallas und dem kaiserlichen Rat Richter gehörte er zu den besten Kunstläufern des Vereins. Auf Demeter Diamantidis geschaffenen Bild Der Wiener Eislauf-Verein im Jahr 1885, das im Sportpavillon der Wiener Jubiläumsausstellung von 1888 ausgestellt war und anlässlich des 40-jährigen Jubiläums des Vereins 1907 in der Allgemeinen Sport-Zeitung reproduziert wurde, ist Rothschild ebenfalls unter den zahlreichen darauf abgebildeten Porträtfiguren zu sehen. Der Flügelachter, der auch im 1881 erschienene Buch Spuren im Eise, das von den Vereinsmitgliedern Demeter Diamantidi, Karl von Korper und Max Wirth verfasst worden ist, Erwähnung fand, ist eine Schöpfung Rothschilds und trägt den Namen Rothschild-Figur. Seine Paradedisziplin war der Kunsttanz und hier besonders das Laufen zu Zweien oder zu Vieren, das sogenannte Kontralaufen, das bereits in den 1910er Jahren weitestgehend in Vergessenheit geraden war. Administrativ war Rothschild im Verein nicht tätig, bot dabei jedoch eine Ausnahme, als er 1882 im Komitee des Preisfiguren-Eislaufens als Vizepräsident vertreten war und viel zum Gelingen dieser Veranstaltung beitrug. Neben dem Eislaufen selbst trat Rothschild oftmals auch als Fotograf am Eis in Erscheinung; so steuerte er einige Bilder zur 1906 von Sekretär Franz Biberhofer verfassten Chronik des Wiener Eislauf-Vereines hinzu. Nachdem er sich beim Eislaufen ein Bein gebrochen hatte, gab Rothschild den Sport in weiterer Folge auf. Drei seiner Söhne, die Barone Alfons, Eugen und Louis Rothschild, waren ebenfalls Mitglieder des Wiener Eislauf-Vereins.
Der am 3. Oktober 1911 entdeckte Amor-Asteroid (719) Albert wurde posthum nach ihm benannt, ging allerdings bald darauf verloren und wurde erst im Jahr 2000 wiedergefunden.